# Purkinjecel

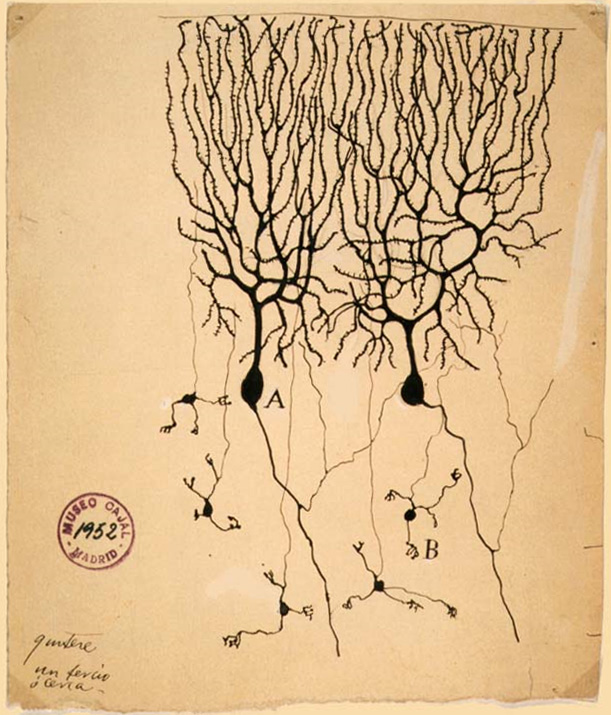
Twee purkinjecellen van een duif getekend door Santiago Ramón y Cajal in 1905.

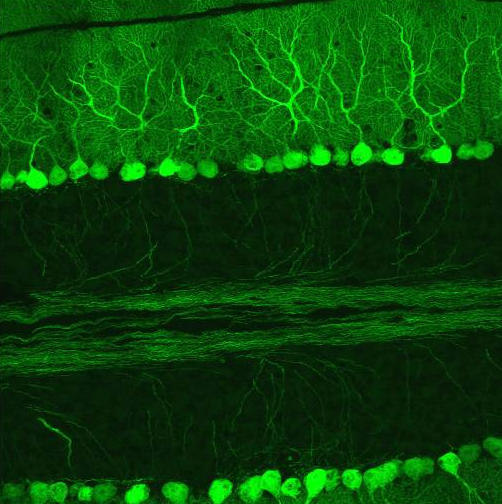
Groen aangekleurd zijn de purkinjecellen van een muis

Een purkinjecel, cel van Purkinje, neuron purkinjense of neuron piriforme (purkinjiense) is een speciaal type zenuwcel, die in de schors van de kleine hersenen ligt. Rond de purkinjecellen vormen de korfcellen een korfje.
De purkinjecellen zijn door de Tsjechische fysioloog Jan Evangelista Purkinje (1787-1869) beschreven in 1837. 
De purkinjecellen hebben één axon, maar honderden dendrieten per cel. Ze liggen tussen de moleculaire laag en de laag met korrelcellen in, in de gehele buitenste laag van de kleine hersenen. De dendrieten van de purkinjecellen zijn verbonden met vele gebieden van het centraal zenuwstelsel, bijvoorbeeld de pons. Deze dendrieten zijn met 100.000 tot 200.000 zenuwcellen per purkinjecel verbonden. De purkinjecellen integreren informatie en kunnen vervolgens GABA vrijmaken, wat andere gebieden met zenuwcellen remt.

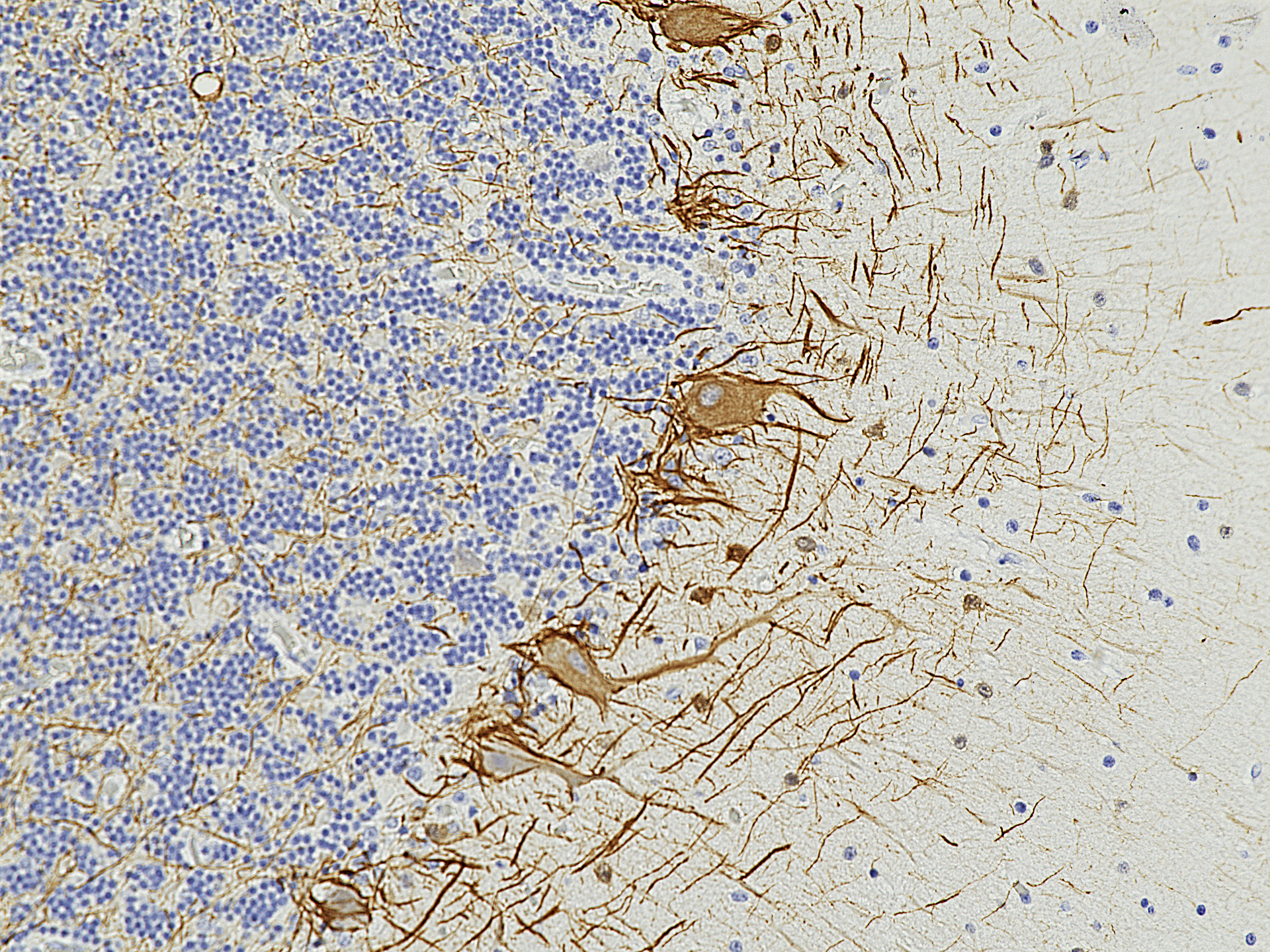
Korfcellen rond de perikarya van de purkinjecellen met de axonen van de parallelle vezels
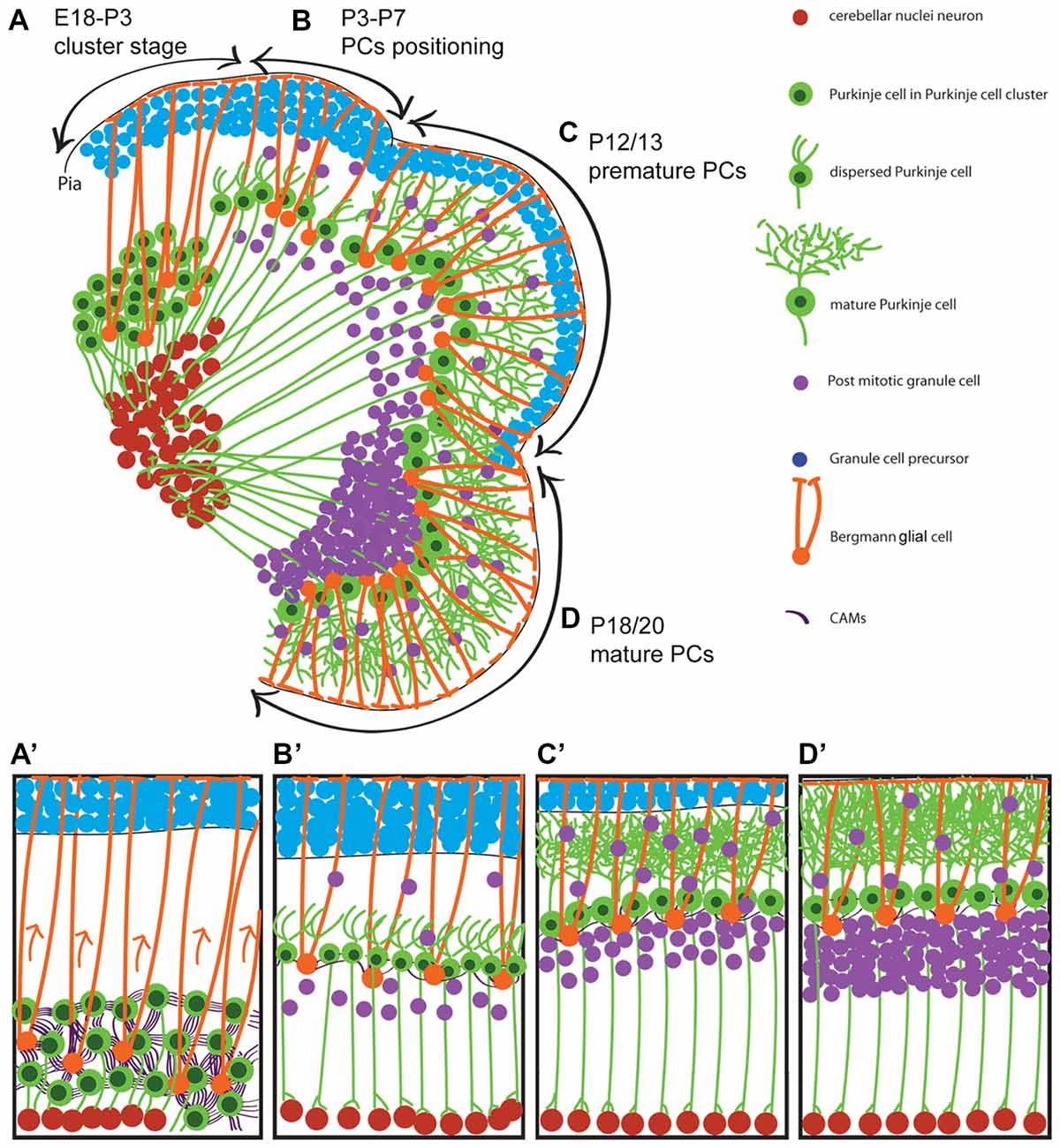
Migratie purkinje cellen tijdens de postnale ontwikkeling bij muizen